# Baal Teshuva
Ba'al Teshuva (algumas vezes abreviado para "BT"; hebraico: בעל תשובה; feminino: בעלת תשובה, ba'alat/ba'alas teshuvah; plural: בעלי תשובה, ba'alei teshuvah; em Israel é mais utilizado khozer b'teshuvah - חוזר בתשובה) é um termo hebraico utilizado pelos judeus para se referir a um outro judeu, que não era praticante, mas agora segue as práticas do judaísmo.
Ba'al Teshuvah pode ser traduzido como "aquele que se arrependeu" ou "senhor do arrependimento".
O termo é mais utilizado nas comunidades de judeus ortodoxos que o aplicam tanto para judeus que seguiam ramificações menos rigorosas do judaísmo como para aqueles que não praticavam a religião ou nunca tiveram uma formação religiosa.
O termo Ba'al Teshuvah contrasta com "Frum" que se refere aos judeus que nasceram em famílias religiosas e que nunca deixaram de praticar o judaísmo desde que nasceram. Este último termo é mais utilizado por judeus ortodoxos.
Historicamente o termo Ba'al Teshuvah refere-se a um judeu que não seguiu a Halakhah ("a Lei Judaica") e através de um processo de introspecção e arrependimento retornou para o caminho correto. O Talmud mostra grande respeito por estas pessoas e diz que "a posição que os Ba'alei Teshuvah atingem, até os Tsadikim Gemurim (aqueles que sempre foram justos e corretos) não podem atingir". Várias comunidades de judeus ortodoxos proíbem que seus membros perguntem ao Baal Teshuva sobre sua vida anterior da qual se arrependeu. Deve-se notar que, segundo o Talmud, um Ba'al Teshuvah deve ser julgado do mesmo modo que o filho pródigo da parábola cristã escrita em Lc 11.32.
Há numerosos movimentos e organizações que procuram fazer com que os judeus não praticantes ou que tenham se convertido a outras religiões retornem ao judaísmo ortodoxo. Umas das mais atuantes é a organização Chabad Lubavitch, também conhecida como Beit Chabad.